# Les Sauterelles
Les Sauterelles est une nouvelle des Lettres de mon moulin d'Alphonse Daudet. 

## Publication
Les Sauterelles est initialement publié dans le quotidien Le Bien public du 25 mars 1873 dans la série Les Contes du lundi, avant d'être inséré dans le recueil Robert Helmont de Daudet en 1874,.
À l'instar des Douaniers, des Étoiles, des Oranges et d'En Camargue, l’œuvre figure ensuite dans l'édition dite « définitive » des Lettres de mon moulin, publiée par Alphonse Lemerre en 1879.

## Résumé
Après À Milianah, voici un autre souvenir d'Algérie, dans lequel l'auteur s'émerveille des cultures locales, avant que le Sirocco et son cortège de criquets n'assombrissent le récit :
« Le lendemain, quand j’ouvris ma fenêtre comme la veille, les sauterelles étaient parties ; mais quelle ruine elles avaient laissée derrière elles ! Plus une fleur, plus un brin d’herbe : tout était noir, rongé, calciné. Les bananiers, les abricotiers, les pêchers, les mandariniers, se reconnaissaient seulement à l’allure de leurs branches dépouillées, sans le charme, le flottant de la feuille qui est la vie de l’arbre. On nettoyait les pièces d’eau, les citernes. Partout des laboureurs creusaient la terre pour tuer les œufs laissés par les insectes. Chaque motte était retournée, brisée soigneusement. Et le cœur se serrait de voir les mille racines blanches, pleines de sève, qui apparaissaient dans ces écroulements de terre fertile… »